# Lilie
Lilie (Lilies – Les feluettes) – kanadyjski dramat filmowy w reżyserii Johna Greysona z 1996 r. będący ekranizacją sztuki Michela Marca Boucharda Les feluettes.

## Fabuła
Umierający więzień, Simon Doucet (Aubert Pallascio) pod pretekstem ostatniej spowiedzi zwabia do więzienia biskupa Bilodeau (Marcel Sabourin). Inni więźniowie razem ze strażnikami i kapelanem zamykają siłą biskupa w konfesjonale, by następnie odegrać przed nim na pospiesznie zbudowanej scenie wydarzenia z przeszłości – osadzoną na początku XX w. historię miłości dwóch mężczyzn.

## Obsada
- Ian D. Clark
- Marcel Sabourin
- Aubert Pallascio
- Jason Cadieux
- Danny Gilmore
- Matthew Ferguson
- Brent Carver
- Rémy Girard
- Robert Lalonde
- Gary Farmer
- Alexander Chapman
- John Dunn-Hill
- Paul-Patrice Charbonneau
- Michel Marc Bouchard
- Khanh Hua
- Benoît Lagrandeur
- Pierre LeBlanc
- Jean Lévesque
- Antoine Jobin
- Alain Gendreau
- Simon Simpson
- Eddy Rios
- Martin Stone